# Ruelle du Soleil-d'Or
La ruelle du Soleil-d’Or est une voie du 15e arrondissement de Paris.

## Situation et accès
Ruelle Privée, non accessible. 
Visible entre le 224 et le 226 rue de Vaugirard (grille). 

## Origine du nom
Elle doit son nom à une enseigne, l'auberge du Soleil-d'Or qui a été, à la fin de l'été 1796, un des lieux où a été ourdie la conjuration du camp de Grenelle.

## Historique
Elle a été appelée aussi dans le passé « ruelle Cadot ». 